# Josh Navidi
Joshua Rajai Navidi (Bridgend, 30 dicembre 1990) è un rugbista a 15 britannico, internazionale per il Galles, che gioca nel ruolo di terza linea ala nei Cardiff Rugby, franchigia gallese del campionato di Pro14.

## Biografia
Navidi è figlio di un lottatore iraniano emigrato in Galles a 18 anni. In tenera età iniziò a giocare a rugby nelle squadre di Bridgend, sua città natale. A 16 anni si trasferì a Christchurch in Nuova Zelanda dove giocò e studiò al St. Bede's College; dopo due anni là trascorsi decise di ritornare nella sua terra natia nonostante il Canterbury gli avesse proposto di entrare a far parte della sua accademia. Una volta a casa, entrò a far parte delle giovanili dei Cardiff Rugby, club con il quale esordì a livello professionistico nell'incontro con il Leinster valido per la Celtic League 2009-2010. Dopo questa partita, nelle prime due stagioni con la franchigia gallese disputò esclusivamente sfide di Coppa Anglo-Gallese e fu solo nell'annata 2011-2012 che entrò in pianta stabile in prima squadra. Nel 2018 si aggiudicò la Challenge Cup, suo primo trofeo in 9 stagioni trascorse con i Blues; lo stesso anno fu anche nominato miglior giocatore gallese dall'associazione giornalisti gallesi.
A livello internazionale, Navidi disputò il mondiale giovanile nel 2008 e nel 2009 con la nazionale under-20 del Galles, di cui fu anche capitano. Warren Gatland, allora allenatore del Galles, lo incluse tra i convocati per il Sei Nazioni 2013, ma non scese mai in campo. Il suo debutto con la maglia dei Dragoni avvenne l'estate dello stesso anno durante il loro tour estivo in Giappone. Passarono quattro anni prima che potesse tornare a giocare per la nazionale in occasione del tour australe del 2017, nel quale disputò entrambe le partite; successivamente, sempre nel 2017, prese parte anche a tutti gli incontri della sessione autunnale di test-matches. Convocato per il Sei Nazioni 2018, mancò solo la sfida con l'Italia. Fu un grande protagonista del Grande Slam gallese al Sei Nazioni 2019, giocando da titolare tutte le partite.
Navidi ha vestito per due volte la maglia dei Barbarians nel 2010 e nel 2012.

## Palmarès
- Sei Nazioni: 1
Galles: 2019
- Challenge Cup: 1
Cardiff Blues: 2017-18